# Coup d'État de 1962 en Birmanie
 (signalé en mai 2025).
Si vous disposez d'ouvrages ou d'articles de référence ou si vous connaissez des sites web de qualité traitant du thème abordé ici, merci de compléter l'article en donnant les références utiles à sa vérifiabilité et en les liant à la section « Notes et références ».
- Archive Wikiwix
- Bing
- Cairn
- DuckDuckGo
- E. Universalis
- Gallica
- Google
- G. Books
- G. News
- G. Scholar
- Persée
- Qwant
- (zh) Baidu
- (ru) Yandex
- (wd) trouver des œuvres sur Wikidata

Le coup d'État de 1962 en Birmanie est un coup d'État survenu le 2 mars 1962 qui a marqué le début du régime à parti unique et la domination politique de l'armée en Birmanie qui a duré 26 ans. Lors du coup d'État, l'armée a remplacé le gouvernement civil de la Ligue anti-fasciste pour la liberté du peuple (AFPFL), dirigé par le Premier ministre U Nu, par le Conseil révolutionnaire de l'Union (en), présidé par le général Ne Win.
Au cours des 12 premières années qui ont suivi le coup d'État, le pays a été gouverné sous la loi martiale et a connu une expansion significative du rôle de l'armée dans l'économie nationale, la politique et la bureaucratie d'État. À la suite de la constitution de 1974, le Conseil révolutionnaire a remis le pouvoir au gouvernement élu, composé d'un parti unique, le Parti du programme socialiste birman, qui avait été fondé par le conseil en 1962. Le gouvernement élu restait hybride entre civils et militaire, jusqu'au 18 septembre 1988, lorsque l'armée a repris le pouvoir en tant que Conseil d'État pour la restauration de la loi et de l'ordre (alors rebaptisé Conseil d'État pour la paix et le développement) à la suite du soulèvement 8888 et de l'effondrement virtuel du régime socialiste. La junte militaire a conservé le pouvoir pendant 23 ans jusqu'en 2011, date à laquelle elle a été transférée au Parti de l'union, de la solidarité et du développement.

## Contexte
Après la fin de la Seconde Guerre mondiale et l'indépendance de la Birmanie (en) en 1948, la Birmanie est devenue un pays socialiste démocratique et a rejoint le Mouvement des non-alignés. Le Premier ministre élu U Nu nomme Ne Win chef d'état-major des forces armées, le 1er février 1949, et se voit confier le contrôle total de l'armée, en remplacement du général Smith Dun (en), d'ethnie Karen.
Cependant, l'économie dégradée et le désordre social ont mis l'accent sur l'armée. En octobre 1958, lorsque l'instabilité de la société a atteint un niveau proche d'une crise de sécurité nationale, le gouvernement civil et le Premier ministre U Nu ont demandé à l'armée et à Ne Win d'intervenir en tant que gouvernement intérimaire. Une fois l'ordre politique rétabli, le gouvernement intérimaire devait organiser des élections générales et rétablir le régime civil.
Le soutien du public à l'armée a été renforcé après que l'armée ait facilité les élections de 1960 (en) et reconnu l'autorité du gouvernement civil élu, la Ligue anti-fasciste pour la liberté du peuple (AFPFL), dirigée par U Nu.
Pourtant, le grand public a continué à percevoir le gouvernement élu comme corrompu, incapable de gouverner le pays et incapable de rétablir la loi et l'ordre dans une société birmane caractérisée par des taux de criminalité en constante augmentation. L'armée a continué à être perçue comme cruciale pour assurer la stabilité sociale, ce qui était une priorité élevée parmi le peuple birman après des années de colonialisme et de Seconde Guerre mondiale.

## Coup d'État
Moins de deux ans après que le gouvernement intérimaire eut rendu le pouvoir au gouvernement de l'AFPFL, le 2 mars 1962, Ne Win reprit le pouvoir lors d'un coup d'État militaire. Ne Win est devenu chef de l'État en tant que président du Conseil révolutionnaire de l'Union et également Premier ministre. Il a arrêté U Nu, Sao Shwe Thaik et plusieurs autres personnes et a déclaré un état socialiste dirigé par un "Conseil révolutionnaire" d'officiers militaires supérieurs. Le fils de Sao Shwe Thaik, Sao Mye Thaik, a été abattu dans ce qui a été généralement décrit comme un coup d'État "sans effusion de sang" par les médias du monde entier. Le Saopha de Thibaw Sao Kya Hseng a également mystérieusement disparu après avoir été arrêté à un poste de contrôle près de Taunggyi .
À la suite d'émeutes à l'université de Rangoun (en) en juillet 1962, des troupes ont été envoyées pour rétablir l'ordre. Ils ont tiré sur des manifestants et détruit le bâtiment du syndicat étudiant. Peu de temps après, Ne Win s'est adressé à la nation dans un discours radiophonique de cinq minutes qui s'est terminé par la déclaration : "Si ces perturbations étaient faites pour nous défier, je dois déclarer que nous combattrons l'épée avec l'épée et la lance avec la lance." Le 13 juillet 1962, moins d'une semaine après le discours, Ne Win partit pour l'Autriche, la Suisse et le Royaume-Uni "pour un examen médical".
Toutes les universités ont été fermées pendant plus de deux ans jusqu'en septembre 1964.
En 1988, 26 ans plus tard, Ne Win a nié toute implication dans le dynamitage du bâtiment de l'Union des étudiants, déclarant que son adjoint, le brigadier Aung Gyi, qui à ce moment-là s'était brouillé avec Ne Win et avait été licencié, avait donné l'ordre de dynamiter le bâtiment. Ne Win a en outre déclaré que lui-même, en tant que "leader révolutionnaire", avait dû assumer la responsabilité de l'incident en prononçant le discours "épée avec épée et lance avec lance".

### Stratégie
En raison de la position faible du gouvernement de l'AFPFL dans la société, le coup d'État n'était pas inattendu et Ne Win avait été invité à prendre le pouvoir par des membres de l'armée. Plusieurs gouvernements étrangers considéraient la prise de contrôle militaire comme un développement logique, sinon positif.
Le coup d'État a été exécuté avec l'arrestation du Premier ministre U Nu, de cinq autres membres du cabinet, du chef de la justice et d'une trentaine d'hommes politiques et d'anciens dirigeants des États Shan et de Kayah. Une seule personne a été tuée, le fils du général Sao Shwe Thaik, c'est pourquoi le coup d'État a été qualifié d'exsangue.
Les descriptions du coup d'État varient dans la littérature scientifique, en ce qui concerne la coordination militaire du coup d'État. Selon l'historien Robert H. Taylor, Ne Win a pris le pouvoir en secret, à l'insu même du commandant adjoint des forces armées, le général de brigade Aung Gyi. Seuls 28 officiers ont été impliqués dans l'opération, et seul Ne Win connaissait la date du coup d'État.
En revanche, l'historienne Mary P. Callahan décrit le coup d'État comme une réalisation militaire hautement coordonnée qui "a déployé des troupes et des chars dans une prise de pouvoir manifeste". Alors que Taylor attribue une plus grande influence à Ne Win en tant qu'individu dans la mise en scène du coup, Callahan mentionne Ne Win comme l'un des nombreux agents, y compris les commandants de terrain, les commandants de chars et le personnel administratif, qui ont été impliqués dans le coup. En fait, Callahan soutient que le coup d'État a illustré que l'armée a agi comme une entité unie et bureaucratisée, et que c'est peut-être cette unité qui explique la durabilité du régime autoritaire qui a suivi.

## Causes du coup d'État
Il y a eu diverses explications pour lesquelles l'armée, dirigée par Ne Win, a organisé le coup d'État militaire moins de deux ans après avoir reconnu l'autorité du gouvernement civil.
Une raison, qui est mise en évidence par plusieurs historiens, est que le coup d'État était une réponse à une crainte croissante au sein de l'armée que l'Union birmane dérive vers la désintégration sous le gouvernement de l'AFPFL.
Cette explication rejoint celle donnée par l'armée dans le communiqué officiel à la suite du coup d'État. En 1962, l'intégrité du pays est considérée comme menacée par les deux minorités, les Shan et les Kayah, qui revendiquent leur droit, donné par la constitution de 1947, de se retirer de l'Union. En plus de cela, les dirigeants Shan commençaient à former une opposition armée contre Rangoun pour revendiquer la "détermination nationale" Shan. L'armée et Ne Win considéraient qu'il était de leur responsabilité de protéger la cohésion de l'Union et dans le communiqué de presse officiel, le coup d'État était présenté comme une nécessité en raison de la politique du gouvernement de l'AFPFL. La tentative d'U Nu de faire du bouddhisme la religion d'État a contribué à la motivation des minorités chrétiennes à lutter pour l'autonomie.
En outre, l'armée croyait que le système fédéral et le gouvernement de type parlementaire étaient intrinsèquement faibles et encourageaient l'autonomie locale. Les multiples voix représentées au parlement étaient perçues comme évoquant l'instabilité et accentuant les différences ethniques qui feraient chuter l'Union. L'armée a donc fait valoir qu'il y avait un besoin d'un gouvernement central fort pour assurer l'intégration de la nation.
De plus, le régime militaire a justifié l'abolition du système politique en disant que la démocratie multipartite servait les riches de la société en étant ouverte aux politiciens représentant les capitalistes et les propriétaires fonciers. Cette critique du système politique a servi à la fois de raison pour mener le coup d'État, mais aussi de justification des structures et des politiques de l'État qui ont été mises en œuvre au cours des années suivantes.
L'autonomie accrue dans les zones périphériques a également été considérée comme problématique en termes de menaces externes. L'armée croyait que si les régions devenaient trop indépendantes, elles attireraient des puissances étrangères (un risque qui semblait grand dans le contexte de la guerre froide de 1962). En 1962, il était clair que les États-Unis avaient un grand intérêt pour les pays asiatiques limitrophes des puissances communistes, qui signifiait que la Birmanie était un sujet d'intérêt possible avec les frontières du pays avec la Chine.
Si l'union se dissolvait et que les États Shan et de Kayah revendiquaient l'autonomie, cela signifiait que les États pourraient poursuivre une politique étrangère indépendante et s'engager dans des alliances avec des États puissants comme les États-Unis. En raison du statut de sécurité internationale, une telle alliance créerait une menace sécuritaire importante pour le reste du pays, avec un risque accru de conflit entre les États-Unis et la Chine sur le territoire birman.
De plus, le contexte régional a servi d'argument pour empêcher la dissolution du syndicat. L'instabilité du Viêt Nam et du Laos divisés a souligné la nécessité de conserver un contrôle central avec les États frontaliers. Dans ce scénario de menaces externes et de menace interne de désintégration, le gouvernement civil était perçu comme insuffisant pour protéger le pays.
De plus, les rivalités personnelles au sein du gouvernement ont porté atteinte à la cohésion et au pouvoir de l'AFPFL déjà faible. À leur tour, Ne Win et l'armée craignaient qu'une scission du parti n'entraîne une instabilité supplémentaire. Cette crainte s'est renforcée lorsque U Nu a annoncé qu'il ne se présenterait pas aux élections suivantes, ce qui à son tour a accru l'incitation à organiser le coup d'État.
Les historiens diffèrent en ce qui concerne l'importance de Ne Win en tant que leader individuel pour expliquer pourquoi le coup d'État a été établi et exécuté avec succès. Aung Thwin & Aung Thwin soutiennent que Ne Win possédait une légitimité politique fondée sur la culture et l'histoire birmanes, ce qui lui a permis de prendre le pouvoir lors du coup d'État de 1962. Les références politiques de Ne Win étaient basées sur ses combats pour le pays dans les années 1940 et sur le fait qu'il était le lieutenant de confiance d'Aung San, qui était considérée comme un héros national.
A l'opposé, Callahan soutient que ni le caractère spécifique de Ne Win ni la menace de désintégration n'ont été les causes décisives de la mise en scène du coup d'État, puisque ces facteurs étaient présents tout au long des années 1950, sans qu'ils aient conduit à une intervention de l'armée. Au lieu de cela, Callahan suggère que le coup d'État était le résultat de conflits inter-élites sur les structures de l'État et qui possédait la revendication légitime sur l'État. Le développement structurel à long terme a conduit à des fortunes changeantes pour les élites militaires et politiques, ce qui a créé : "[...] des gagnants et des perdants, des dirigeants et des dirigés, des citoyens et des ennemis."
Au moment du coup d'État de 1962, l'État était structuré en faveur de l'armée, qui était devenue une "institution bureaucratisée et centrale, capable d'éliminer de tels défis à ses revendications sur le pouvoir de l'État."
La consolidation de l'armée était le résultat de longues périodes de guerres, ainsi que de luttes intra-militaires, qui ont conduit à une purge des commandants de l'armée qui entretenaient des relations tendues avec Ne Win. De cette manière, Callahan soutient que Ne Win a pris le pouvoir à une époque où il n'y avait pas de véritables obstacles en raison du caractère fort de l'armée.

## Système politique

### Conseil révolutionnaire
Immédiatement après le coup d'État, Ne Win et un certain nombre d'officiers supérieurs ont formé le Conseil révolutionnaire, qui se composait de seize officiers supérieurs et Ne Win en tant que président du conseil. En outre, le Cabinet du gouvernement révolutionnaire a été créé avec huit officiers supérieurs du Conseil. Ne Win a également présidé ce groupe. L'objectif du Conseil révolutionnaire était de mener une révolution anticoloniale et de réaffirmer l'État.
Le conseil révolutionnaire a remplacé le gouvernement de l'AFPFL et le lendemain de la création du nouvel organe gouvernemental, le conseil a aboli les institutions fondamentales de l'État établies avec la constitution de 1947. Cela comprenait les deux chambres du Hluttaw (le parlement), la législature centrale et les conseils régionaux (le canal de communication des États ethniques à Rangoun). Le pouvoir bureaucratique intégré dans ces institutions a été transféré au Conseil révolutionnaire et à Ne Win.
La concentration du pouvoir entre les mains de Ne Win s'est poursuivie le 5 mars 1962 lorsqu'il a assumé tous les pouvoirs exécutif, législatif et judiciaire en tant que président du Conseil révolutionnaire. En tant que chef à la fois du Conseil révolutionnaire et du Cabinet du gouvernement révolutionnaire, Taylor soutient que : "[...] Ne Win possédait en théorie tout le pouvoir de l'État et a ainsi atteint une position de domination formelle au sein de l'État sans précédent depuis 1885."
La domination politique du Conseil révolutionnaire était en outre assurée en rendant dépendantes du Conseil toutes les institutions qui n'étaient pas supprimées par la loi, soit par leur personnel, soit par leurs finances, ce qui les empêchait d'organiser toute opposition.
Le coup d'État a créé un vide politique, où le Conseil révolutionnaire et Ne Win pouvaient réaliser leurs idées pour la société, mais Ne Win avait besoin d'une justification pour mettre en œuvre son programme politique qui résonnerait avec la population. Cela a conduit à la formulation de la Voie birmane vers le socialisme, qui a été présentée au public le 7 mai 1962.

### Voie birmane vers le socialisme
L'idéologie d'État voie birmane vers le socialisme avait pour objectif de centraliser l'économie et de limiter l'influence étrangère sur les entreprises. L'armée anticommuniste recourant à une idéologie de gauche a été perçue comme surprenante par des agents externes. Mais selon l'historien Maung A. Myoe, l'inclusion du marxisme a renforcé et prolongé la domination politique de l'armée, puisqu'elle a permis la neutralisation du communisme, tout en projetant l'armée comme institution révolutionnaire pouvant assurer les revendications des socialistes de la population.
Dans une perspective de sécurité, l'idéologie d'État de gauche a en outre minimisé le risque d'attaques chinoises, qui en 1962 constituaient la plus grande menace extérieure pour la Birmanie.
Pour obtenir le soutien du public à l'idéologie, les éléments marxistes ont été complétés par des concepts bouddhistes pour créer des objectifs idéologiques compatibles avec la morale de la majorité bouddhiste du pays. Le socialisme appliqué devient ainsi une version localisée, adaptée à l'identité birmane. Les priorités dans le cadre idéologique étaient l'établissement d'une économie socialiste et les intérêts des paysans, qui constituaient le groupe le plus important de la société et potentiellement la plus grande menace pour le gouvernement. Pour distinguer la voie birmane vers le socialisme du communisme, Ne Win a fait valoir que le système socialiste de la Birmanie devrait profiter à tous les gens de la société et que la classe des affaires n'était pas considérée comme l'ennemi, tant qu'elle soutenait le Conseil révolutionnaire.
En ce sens, l'objectif était une révolution sociale nationale à travers les classes. Cependant, étant donné que les paysans constituaient le groupe le plus important de la société et que cette classe était perçue comme ayant été négligée sous la domination coloniale ainsi que par les gouvernements post-coloniaux, les politiques visant à améliorer l'économie et les conditions des paysans étaient prioritaires. En outre, on croyait qu'en se concentrant sur les paysans en termes de classe sociale cohérente plutôt que d'ethnicité, l'intégration de la société pourrait être améliorée. La notion d'ethnicité doit être neutralisée en développant de nouvelles affiliations communautaires fondées sur une identité culturelle nationale et une histoire publique partagée fondée sur un passé bouddhiste.
La mise en œuvre de la nouvelle idéologie était léniniste dans sa mise en œuvre, en ce sens que le Conseil révolutionnaire voulait former un parti politique unique et légal à travers lequel tous les processus participatifs auraient lieu. Lors d'une réunion le 17 mai entre le conseil révolutionnaire et les dirigeants des partis civils, les dirigeants ont annoncé qu'ils ne participeraient pas à la création d'un parti politique unique et ont refusé de soutenir la voie birmane vers le socialisme. Selon Taylor, il a été débattu si les chefs de parti pensaient que l'armée finirait par céder son pouvoir aux partis civils, comme ils l'avaient fait après les élections de 1960. Il a également été suggéré que l'AFPFL aurait pu s'attendre à ce que l'armée, d'une manière ou d'une autre, partagerait le pouvoir avec le parti, avec qui il avait coopéré avant le coup d'État. Avec le rejet des partis civils pour se conformer à la voie birmane du socialisme, le Conseil révolutionnaire a commencé la construction d'un parti composé de l'élite politique, et le 4 juillet 1962 le Parti du programme socialiste birman (BSPP) a été présenté. Tous les autres partis ont été interdits par la loi.

### Parti du programme socialiste birman
Initialement, le BSPP n'était composé que de membres du Conseil révolutionnaire, mais il a finalement attiré des politiciens, en particulier de gauche. De plus, Ne Win comprenait des fonctionnaires et d'anciens politiciens qui étaient prêts à se conformer au régime militaire du BSPP. Aung Thwin & Aung Thwin soutiennent que l'inclusion d'individus, qui faisaient partie de l'administration précédente, est un trait qui peut être vu dans le comportement des rois birmans avant la domination coloniale. Les rois ont utilisé des ministres qui ont servi sous d'anciens adversaires royaux. Aung Thwin & Aung Thwin suggèrent ainsi que cette stratégie consistant à impliquer des personnes de l'ancienne administration dans les nouveaux organes politiques est une caractéristique historique autochtone en Birmanie. L'opportunité de faire partie du BSPP était particulièrement populaire parmi la population, qui avait été tenue à l'écart de l'élite au pouvoir du gouvernement de l'AFPFL.
L'objectif du BSPP était d'être le principal canal de participation et de mobilisation des personnes pour soutenir l'État. L'orientation politique du BSPP a été décrite comme la voie médiane entre la social-démocratie et le communisme, et le parti devrait représenter tous les travailleurs. Ainsi, le parti a été conçu comme une alternative aux partis, qui constituaient les gouvernements précédents et a été classé en termes d'orientation à droite ou à gauche. En prétendant représenter tout le peuple, le parti visait aussi à se distinguer du communisme, qui formait une opposition aux propriétaires terriens et aux capitalistes.
Au cours de la première décennie suivant la formation du BSPP, le conseil révolutionnaire jouissait de la suprématie sur le parti. Ceci était conforme à la constitution du parti, qui stipulait que le Conseil révolutionnaire était "l'autorité suprême du parti pendant la période transitoire de sa construction". Cette hiérarchie devrait plus tard être inversée pour que le BSPP dirige le Conseil révolutionnaire, et en 1974 avec la formation d'une nouvelle constitution, le parti a pris la direction politique des élections générales.

## Conséquences
De nombreux chercheurs, dont Aung Thwin & Aung Thwin et Taylor, décrivent comment le coup d'État n'a pas affecté la vie de la population en général en Birmanie. Pour la majorité de la population qui travaillait dans l'agriculture, le coup d'État a d'abord amélioré les conditions de vie en raison de la politique égalitaire des régimes militaires qui donnait la priorité au paysan. Un changement évident pour les gens, cependant, était que la nouvelle élite au pouvoir serait composée de généraux de l'armée et que le canal pour obtenir le statut était une carrière militaire.
En raison de la confiance du public dans les capacités de l'armée en tant que gardien de la loi et de l'ordre et de la préséance historique depuis les élections de 1960, qui suggéraient que l'armée agirait de manière professionnelle et rendrait le pouvoir à un gouvernement civil lorsque le moment serait venu, le coup d'État militaire n'a suscité que peu d'objections (ni de la part des acteurs nationaux ni internationaux). Selon Aung Thwin & Aung Thwin : "Il n'y a eu aucune émeute ou manifestation contre elle ; aucun pays n'a rompu les relations diplomatiques ou n'a rappelé ses ambassadeurs pour les réprimander et certainement aucune sanction n'a été imposée." Pour des acteurs étrangers comme les États-Unis, le coup d'État et le programme anticommuniste de l'armée étaient considérés comme opportuns et bénéfiques, car l'armée était considérée comme capable de freiner le communisme et de rétablir l'ordre politique. En outre, aucune puissance étrangère ne s'est opposée au coup d'État depuis que le Conseil révolutionnaire a rassuré que la politique étrangère de neutralité de la Brmanie pendant la guerre froide se poursuivrait.
Malgré l'implication immédiate limitée pour la société dans son ensemble, le coup d'État militaire a entraîné des changements sociétaux complets au cours des années suivantes avec la mise en œuvre par le Conseil révolutionnaire de leurs politiques fondées sur la voie birmane vers le socialisme.
Comme indiqué ci-dessus, le coup d'État a entraîné l'abolition de la constitution de 1947, qui a éliminé les principales institutions de l'État et concentré le pouvoir au Conseil révolutionnaire. De sa position puissante, le conseil a commencé une vaste nationalisation de l'économie, une déclaration que toute opposition politique au régime était illégale, l'élimination des institutions rivalisant avec l'État et le contrôle direct du gouvernement sur les institutions juridiques, culturelles et éducatives ainsi que sur toutes les publications en Birmanie. En outre, l'armée a mis en œuvre des politiques laïques et a rompu la tradition de coopération avec le Conseil de Bouddha Sasana.
Pour rétablir ce qui était considéré comme la culture autochtone birmane et pour distinguer le pays de son passé colonial, il est devenu un objectif politique de s'éloigner des valeurs et de la culture considérées comme étrangères et externes. Concrètement, le gouvernement a fait du birman la langue officielle de l'Union, par opposition à l'anglais. D'autres initiatives ont été la promotion de la littérature birmane et le changement des noms de rue faisant référence à des personnalités britanniques en vue en noms de personnalités birmanes célèbres. Même les programmes de financement occidentaux tels que les programmes de bourses Fulbright ont été fermés pour s'assurer qu'aucun canal d'influence externe ne subsiste. Ces politiques continuent d'avoir des implications en Birmanie aujourd'hui, où l'anglais est parlé à un degré très limité dans le grand public.
La Birmanie s'est également détournée du monde extérieur en matière de politique économique. Au milieu des années 1960, le commerce extérieur de la Birmanie a diminué et le ratio du commerce extérieur au PIB est passé de 40% en 1960 à 26% en 1970.
Les politiques économiques se sont concentrées sur la réalisation de l'objectif de créer une économie socialiste, mais initialement la question de la nationalisation de l'économie a constitué un point de conflit au sein du Conseil révolutionnaire. Le 24 avril, le conseil s'est réuni pour une réunion de deux jours pour discuter en détail de la voie birmane du socialisme avant de publier la déclaration, et la question qui a suscité le plus de négociations était la question de la nationalisation. Le 1er janvier 1963, l'industrie pétrolière birmane a été nationalisée, mais ce n'est que lorsque le membre du conseil Aung Gyi, qui avait été pro des entreprises privées, a démissionné le 8 février 1963 qu'une nationalisation complète du commerce extérieur et intérieur ainsi que de la fabrication et le secteur bancaire commence. En mars 1964 (deux ans après le coup d'État) la majeure partie de l'économie de la Birmanie était nationalisée.
En raison de l'accent mis par la Voie birmane vers le socialisme sur l'amélioration de la vie des paysans, le gouvernement a choisi de donner la priorité à l'agriculture sur l'industrie et la fabrication en lançant des politiques qui ont orienté les investissements et les ressources vers le secteur agricole. Mais pendant les 26 années de régime militaire, ce changement d'orientation loin du secteur industriel a eu de grandes répercussions sur l'économie birmane. Au milieu des années 1980, la négligence du secteur industriel et les politiques de protection des paysans contre la surimposition et la saisie des terres signifiaient que l'État avait une capacité limitée à générer des capitaux pour maintenir même les services les plus élémentaires de la société. Malgré la promesse du contraire, le gouvernement a démonétisé le kyat en 1985, ce qui a nui à la confiance du public envers le gouvernement. La conjonction de la démonétisation et de la baisse du prix du riz et du bois a gravement nui à la population et à l'économie agraire. Les gens ont commencé à retirer de l'argent des banques alors qu'une autre démonétisation s'est produite, ce qui a entraîné des protestations parmi la population urbaine. Le ralentissement économique signifiait que l'État ne pouvait pas payer ses prêts étrangers, ce qui a conduit à la catégorisation de la Birmanie par l'ONU comme le pays le moins développé en 1987.
Selon Taylor, le manque de développement économique et démocratique en Birmanie pendant les 26 années de régime militaire sous Ne Win a entraîné le soulèvement de 1988, où les gens dans une manifestation à l'échelle nationale se sont opposés à la domination militaire au nom de la démocratie.

## Importance du coup d'État de 1962
Différents aspects du coup d'État peuvent être mis en évidence comme importants en fonction de la manière dont les événements historiques qui ont suivi le coup d'État sont lus et analysés. De la littérature savante, on peut déduire trois récits différents de la période suivant le coup d'État :
- Un récit de démocratie
- Un récit cosmopolite
- Un récit d'indépendance

Une compréhension commune du coup d'État est le cadrage du coup d'État et les décennies qui ont suivi comme une période d'autocratie. Dans ce récit, la signification du coup d'État devient la capacité de l'armée à conserver le pouvoir et à réprimer la démocratisation pendant 26 ans. Callahan, un universitaire qui a dans une large mesure défini l'importance du coup d'État dans ce récit, étudie comment le coup d'État a amené le régime civil en Birmanie à "une fin si définitive", lorsque les régimes autoritaires des pays voisins ont pris fin. remplacés par des systèmes politiques plus ou moins démocratiques. Callahan décrit la période qui suit le coup d'État comme une période caractérisée par une présence militaire importante dans la société.
Un autre récit peut être qualifié de cosmopolite et définit l'importance du coup d'État en termes d'isolement suivant de la société internationale et de déconnexion en raison du détachement économique et culturel de l'État vis-à-vis de l'extérieur. Des éléments de ce récit sont évidents dans le récit de Taylor, où la période allant de 1962 à 1988 est décrite comme une période où : "[...] l'État en Birmanie est apparu à une grande partie du reste du monde comme isolé et sui generis." En outre, Taylor décrit comment l'État a pratiqué un "désengagement général" économique et général, où le Conseil révolutionnaire s'est replié sur lui-même pour construire une nouvelle structure étatique.
Enfin, les décisions militaires de mettre en œuvre des politiques qui ont éloigné la Birmanie du monde extérieur peuvent être comprises comme une période de véritable indépendance, où l'importance du coup d'État se trouve dans l'autonomie émotionnelle résultant de l'indépendance économique et culturelle de la domination coloniale britannique. Un exemple de ce récit se trouve dans l'analyse d'Aung Thwin & Aung Thwin, où il est dit que les politiques culturelles du Conseil révolutionnaire ont été formulées pour restaurer la culture birmane et "[...] rejeter (peut-être oublier) le passé colonial humiliant." De la même manière, les politiques qui protégeaient les paysans de la surimposition et de la saisie des terres sont suggérées comme une réponse à la forte taxation des paysans par les dirigeants coloniaux. Dans ce récit, la signification du coup d'État est l'indépendance et l'autonomie véritables qu'il a facilitées.